# 林孝一
林 孝一（はやし こういち、1922年3月13日 - 2005年10月25日）は、日本の俳優。東京都出身。

## 人物
身長170cm。体重58kg。血液型はAB型。
1942年、劇団文化座、劇団仲間に所属。1966年より東京俳優生活協同組合に所属していた。
2005年10月25日、死去。83歳没。

## 出演作品

### テレビドラマ

#### NHK
- 炎の泉（1958年） - 仙人、おじいさん
- ここに人あり 第49話「ボクは約束する」（1958年）
- 事件記者
  - 第79話「総合手配」（1959年） - 加世高次郎
  - 第369話「袋小路」（1965年）
  - 第389話「二つの顔」（1966年）
- プカチャーチャの星（1962年）
- 大河ドラマ
  - 太閤記（1965年） - 堀秀政
  - 春の坂道（1971年） - 久世半左衛門
  - 新・平家物語（1972年） - 公卿
    - 第2話
    - 第3話
    - 第7話

  - 国盗り物語 第40話「安土へ」（1973年） - 曲直瀬道三
  - 勝海舟 第23話「冬牡丹」（1974年） - 横井小楠
  - 元禄太平記（1975年）
  - 草燃える（1979年） - 典医
- 風雪（1965年）
  - 次郎長臨終
  - 草奔の微臣ありき
- 少年ドラマシリーズ  / 快傑黒頭巾 第1話（1976年）
- 虹色定期便 第5シリーズ（2001年） - 藤田老人
- NHK夜の連続ドラマ
  - 火消し屋小町 第5話（2004年）
  - 愛と友情のブギウギ 第8話（2005年）※遺作

#### 日本テレビ
- 日本の年輪 風雪二十年 / 海軍（1961年）
- 人生の四季 第52話「噂始末」（1962年）
- ダイヤル110番 第290話「待ち呆けの女」（1963年）
- 光速エスパー 第5話「金属をたべる宇宙生物」（1967年） - 山川
- 右門捕物帖 第21話「女殺し出世地獄」（1970年）
- 子連れ狼（萬屋錦之介版） 第一部 第12話「鹿追い」（1973年）
- 伝七捕物帳
  - 第23話「若君暗殺」（1974年） - 斎木順庵
  - 第132話「真夜中の白装束」（1976年） - 当島多仲
- おんな浮世絵・紅之介参る! 第1話「八百八町コマが舞う」（1974年）
- 太陽にほえろ!
  - 第187話「愛」（1976年）
  - 第222話「蝶」（1976年）
  - 第353話「ラストチャンス」（1979年）
- 俺たちの朝 第19話「雨漏と人工呼吸と熱い味噌汁」（1977年） - 劇団創作座の審査員
- 大都会シリーズ
  - 大都会 PARTII
    - 第4話「警官嫌い」（1977年）
    - 第22話「最後の戦場」（1977年）
    - 第49話「逃亡の果て」（1978年）

  - 大都会 PARTIII 第15話「報復」（1979年）
- 新五捕物帳
  - 第10話「闇をさく心の叫び」（1977年） - 三津蔵
  - 第22話「泣くな夜あけのはぐれ鳥」（1978年）
  - 第40話「情けに消えた女」（1978年） - 渡瀬庄五郎
  - 第111話「怪談三味線堀」（1980年）
  - 第132話「花影に母の愛」（1981年）
  - 第136話「嘘か真か観音さま」（1981年）
  - 第144話「あした咲く義兄弟」（1981年）
  - 第168話「七化けのおぎん」（1982年）
- 桃太郎侍 第65話「桃太郎一家のお正月」（1978年） - 灘屋
- 大追跡 第6話「ワルは眠らせろ」（1978年）
- 杉良太郎・時代劇スペシャル / 春姿ふたり鼠小僧（1982年）
- 右門捕物帖
  - 第5話「謀殺・からくり御用帖」（1982年）
  - 第22話「偽りの盛装」（1983年）
- 土曜グランド劇場 / 事件記者チャボ! 第1話「チャボが大騒ぎでやってきた」（1983年）
- 火曜サスペンス劇場 / 盲人探偵・松永礼太郎 第9作「時効」（1997年） - 彦坂喜三郎
- 土曜ドラマ / P.A. 第6話「幻の秘技! 紅一文字」（1998年） - 立花宗泰

#### KR→TBS
- 鞍馬天狗（1956年 - 1959年）
- ウロコ座（1958年）
  - 第81、82話「ウロコ座」
  - 第88話「一番星は杉の木の涙」
- 九時四十二分 第3話「死人の恋」（1958年）
- ドキュメンタリードラマ 裁判 第5、6話「18時1分のアリバイ」（1958年）
- 東芝日曜劇場
  - 第123話「あだこ」（1958年）
  - 第905話「愛のかたち」（1974年）
  - オヤジぃ。 第8話「浮気白書」（2000年）
- 朝焼け富士（1959年）
- 雑草の歌 第91話「永遠の光明」（1959年）
- 愛情シリーズ 愛の群像 第1話「冬の梢」（1960年）
- 慎太郎ミステリー 暗闇の声（1960年）
  - ドンフアンの死
  - 約束
  - 夢みるなかれ
- 三銃士（1960年）
- ナショナル劇場 / 松本清張シリーズ・黒い断層 第17・18話「顔」（1960年）
- 体の中を風が吹く（1961年）
- 日立ファミリーステージ / 判事よ自らを裁け（1961年）
- おかあさん 第2シリーズ
  - 第152話「飛べない鳩」（1962年）
  - 第204話「お月さまはどこへゆくの」（1963年）
- 近鉄金曜劇場 / 心に空を（1964年）
- 幕末（1964年）
- 七人の刑事 第2シーズン
  - 第298話「空へ逃げた男」（1966年）
  - 第312話「さらばラバウル」（1967年）
  - 第384話「逃げる」（1969年）
- 怪奇大作戦 第12話「霧の童話」（1968年） - 大熊松三
- 東京バイパス指令 第37話「ライフル魔」（1969年）
- 日曜☆特バン / 野口英世伝 光は東方より 青春篇（1976年）
- 金曜ドラマ / 父母の誤算（1981年） - 五十嵐先生
- そして戦争が終った（1985年） - 畑俊六
- 新幹線物語'93夏 第7話「覗かれた女の部屋」（1993年）
- 月曜ドラマスペシャル / 刑事・野呂盆六 第2作「殺意のマリア」（1994年）
- 二都物語

#### フジテレビ
- 僕らのチャンピオン 第30 - 34話「中村太郎」（1960年）
- これが真実だ（1960年）
  - 第30話「玉音盤奪取事件」
  - 第38話「毒ガス島」
- 東京新選組 第3話（1960年）
- 東芝土曜劇場 第94話「そこから歩くのだ」（1961年）
- プリンススリラー劇場 / さようなら（1961年）
- 忍者部隊月光（1965年）
  - 第59話「ホワイト・デビル作戦 後篇」 - 博士
  - 第86、87話「ダイヤモンド作戦 -前・後篇-」 - 朝吹博士
  - 第102話「大島ライン作戦 前篇」 - 第104話「特別指令 マキューラ潰滅作戦」 - 北見博士
- シオノギテレビ劇場 / いつか、ある日（1966年）
- 三匹の侍 第5シリーズ 第13話「不毛の掟」（1967年）
- 風来坊 第5話（1968年）
- バンパイヤ 第12話「夢の国は魔物の国」（1968年）
- 浮世絵 女ねずみ小僧 第2シリーズ 第16話「竹馬に乗った少年」（1972年）
- 八州犯科帳 第2話「朝霧に消えた女」（1974年）
- 特捜記者 第7話「“葬式紳士”より 殺しのセールスマン」（1974年）
- 痛快!河内山宗俊 第18話「雪に舞う女の絵草紙」（1976年）
- 銭形平次 第553話「人形は見ていた」（1976年） - 弥助
- あかんたれ 第14話（1977年）
- 同心部屋御用帳 江戸の旋風
  - 第2シリーズ 第52話「短銃をつきとめろ!」（1977年）
  - 第3シリーズ 第27話「浪人狩り」（1978年）
- ご存知!女ねずみ小僧 第30話「花は元禄・雪の心中」（1977年） - 吉良上野介
- ゴールデンドラマシリーズ / Yの悲劇（1978年）
- 江戸の朝焼け 第22話「血文字の謎」（1981年）
- ロボット8ちゃん（1981年 - 1982年） - ロボット研究所所長
- 裸の大将放浪記 第18作「尾道坂道春の雪」（1986年） - 審査員
- 奇妙な出来事 第17話「笑いの天才」（1990年）
- やっぱり猫が好き殺人事件（1990年）
- 金曜ドラマシアター→金曜エンタテイメント
  - 片岡鶴太郎の金田一耕助シリーズ
    - 第3作「本陣殺人事件 名探偵が挑む怪奇密室殺人の謎!?」（1992年）
    - 第8作「悪魔が来りて笛を吹く」（1996年） - 和尚

  - おかしな二人（2000年）
- 花王ファミリースペシャル / 伊藤みどり物語（1993年）
- 木曜の怪談（1995年） - 写真店の主人
  - 怪奇倶楽部（中学生編） 第5話「死を招くカメラ」（1996年）
- お人好し未亡人の事件ファイル

#### テレビ朝日
- GASグランド劇場 / 蚊柱（1962年）
- 判決
  - 第7話「報復の原理」（1962年）
  - 第184話「妻の座」（1966年）
- 日本映画名作ドラマ / 二人の目撃者（1964年）
- 特別機動捜査隊
  - 第132話「痴漢の季節」（1964年）
  - 第596話「高円寺 吉祥寺 国分寺」（1973年） - 修平
  - 第775話「浅草喜劇役者」（1976年） - 老人
- 徳川家康（1964年 - 1965年） - 池田勝入斎
  - 第16話
  - 第17話
  - 第58話
  - 第62話
  - 第63話
- 風来物語（1964年）
- 泣かないで!かあちゃん 第11話（1970年）
- 荒野の用心棒 第14話「黒豹は死の追跡を狙って…」（1973年）
- 非情のライセンス 第1シリーズ 第27話「兇悪な愛の終り」（1973年） - 坂上
- 右門捕物帖（1974年）
  - 第13話「左刺しの匕首」
  - 第20話「色地獄」
  - 第28話「くらやみ河岸」
- 破れ傘刀舟悪人狩り 第5話「深海の聖女」（1975年） - 南国屋儀兵衛
- ロボット110番 第21話「宇宙へなんか行かないで」（1977年） - 大杉教授
- スーパー戦隊シリーズ
  - ジャッカー電撃隊 第26話「インベーダーか!? 謎の宇宙海賊船」（1977年） - 用務員（キャプテンゴースト人間態）
  - バトルフィーバーJ 第45話「心臓停止五分前!」（1979年） - 大沢博士
  - 激走戦隊カーレンジャー 第44話「不屈のチキチキ激走チェイス!」（1997年） - 修理工のお爺ちゃん
  - 百獣戦隊ガオレンジャー 第10話「月が招く!!」（2001年） - 長老
- ザ・サスペンス / 密約（1978年）
- 半七捕物帳 第22話「お照の父」（1979年）
- 翔べ! 必殺うらごろし 第6話「男にかけた情念で少女は女郎に化身した」（1979年） - 清
- 土曜ワイド劇場
  - 帝銀事件 大量殺人・獄中32年の死刑囚（1980年）
  - 瀬戸内殺人海流 帰らない女（1980年）
  - 真夏のセレクション 第2作「誘拐された夏」（1996年） - 小泉老人
  - おかしな刑事 第1作「叩き上げ刑事とキャリア警視の父娘が挑む連続殺人!」（2003年）
- 走れ!熱血刑事 第17話「怒りの十五年」（1981年）
- 男!あばれはっちゃく 第55話「賞状あつめだマルヒ作戦」（1981年）
- 鬼平犯科帳（萬屋錦之介版）
  - 第2シリーズ 第11話「乞食坊主」（1981年）
  - 第3シリーズ 第7話「雨引の文五郎」（1982年）
- 文吾捕物帳 第5話「悲しき魔剣」（1981年）
- 特捜最前線
  - 第260話「逮捕志願!」（1982年）
  - 第302話「始発電車にあった死体!」（1983年）
  - 第383話「崩壊家族のラストタンゴ!」（1984年）
  - 第402話「雪明りの証言者!」（1985年）
  - 第430話「昭和60年夏・老刑事船村一平退職!」（1985年）
  - 第449話「黙秘・墜ちた名門夫人!」（1986年）
- 宇宙刑事ギャバン 第37話「おてんばひょうきん姫の地球冒険旅行」（1982年） - ジッタン
- はぐれ刑事純情派 第2シリーズ 第22話「淋しい女の殺意」（1989年）

#### 東京12チャンネル→テレビ東京
- その灯は消さない / 遣唐使船速鳥（1964年）
- 新春ワイド劇場 / 大願成就（1965年）
- 大江戸捜査網 第3シリーズ
  - 第64話「大江戸市街戦」（1974年）
  - 第160話「囚人強奪の謎」（1976年）
  - 第171話「傷だらけの同心魂」（1977年）
  - 第176話「怒りの白昼殴り込み」（1977年）
  - 第186話「恐怖の無差別殺人」（1977年）
  - 第192話「仇討ち素浪人秘話」（1976年）
  - 第217話「初春雪どけを待つ女」（1978年）
  - 第265話「殺意なき用心棒」（1978年） - 伊勢屋
  - 第432話「幻の魔弓 激情に燃える女」（1982年）
  - 第442話「おんな狩り 謎の人斬り狼」（1982年）
- そば屋梅吉捕物帳 第25話「地獄の底で笑う奴」（1980年） - 庄兵衛
- 新春ワイド時代劇 / それからの武蔵 第2話「対決二刀流」（1981年）
- 超光戦士シャンゼリオン 第8話「娘よ、男は選べ!!」（1996年） - 老紳士 / ランゴリアの声

#### 毎日放送
- 唇は忘れない（1964年）

### 映画
- また逢う日まで（1950年） - 学生
- 日本戦歿学生の手記 きけ、わだつみの声（1950年） - 野々村中尉
- 水戸黄門漫遊記（1952年） - 仁礼友之助
  - 水戸黄門漫遊記 地獄谷の豪族
  - 水戸黄門漫遊記 伏魔殿の妖賊
- 箱根風雲録（1952年）
- ひめゆりの塔（1953年） - 山根軍医
- 狂宴（1954年） - 日吉先生
- 太陽のない街（1954年）
- ここに泉あり（1955年） - 岩本
- 殺されたスチュワーデス 白か黒か（1959年） - 牧谷記者
- 人間の條件 第五部 死の脱出篇、第六部 曠野の彷徨篇（1961年） - 皆川通訳
- 切腹（1962年） - 代診
- 歪んだ関係（1965年）
- 狼の紋章（1973年） - 森塚教頭
- 四畳半・猥褻な情事（1978年） - 老人
- 大日本帝国（1982年） - 鈴木貞一
- 竹取物語（1987年） - 工匠の漢部
- 時雨の記（1998年）
- 目下の恋人（2002年）
- 銃声 LAST DROP OF BLOOD（2003年）
- 肉まん

### CM
- 公共広告機構 教育『IMAGINATION』（2001年）

### バラエティ番組
- 火曜ワイドスペシャル「タケちゃんの思わず笑ってしまいました PART7」『怪人√20面相』（1986年、フジテレビ） - 執事

### 舞台
- ゴーストスープ
- アマデウス
- 島影の関
- 奇跡の人